# 마쓰야마성 (에히메현)

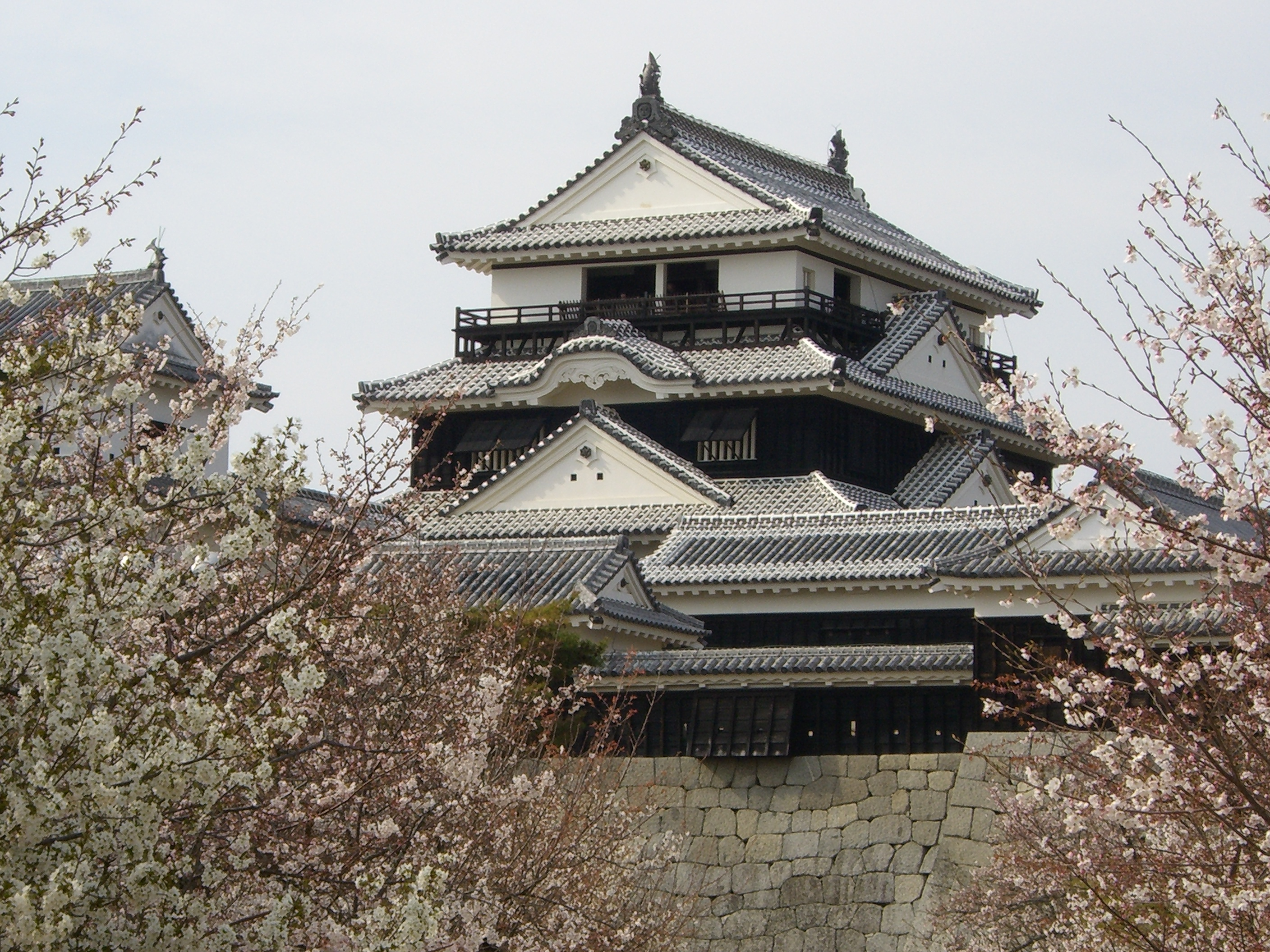
마쓰야마성 천수각 정경

마쓰야마성(일본어: 松山城 마쓰야마조[*])은 에히메현 마쓰야마시의 중심부에 있는 가쓰산 정상(표고 132 m)에 있는 평산성이다. 다른 이름은 긴키성(金亀城), 가쓰야마성(勝山城)이다. 현재 전국에 12개밖에 현존하지 않는 에도시대 이전에 건축된 천수를 가지고 있는 성곽의 하나이다. 현존하는 12개 천수중에서는 히메지성과 같은 매우드문 양식으로 천수는 대천수와 소천수, 미나미스미 망루, 기타스미 망루를 와타리 망루로 연결된 연립식 성곽이다. 현존하는 천수 중 가장 최근에 지어진 것이다. 히메지성, 와카야마성과 함께 일본 3대 연립식 평산성으로 알려져 있다. 국가 지정 사적이고, 국가 중요 문화재(건물)이다.

## 연혁

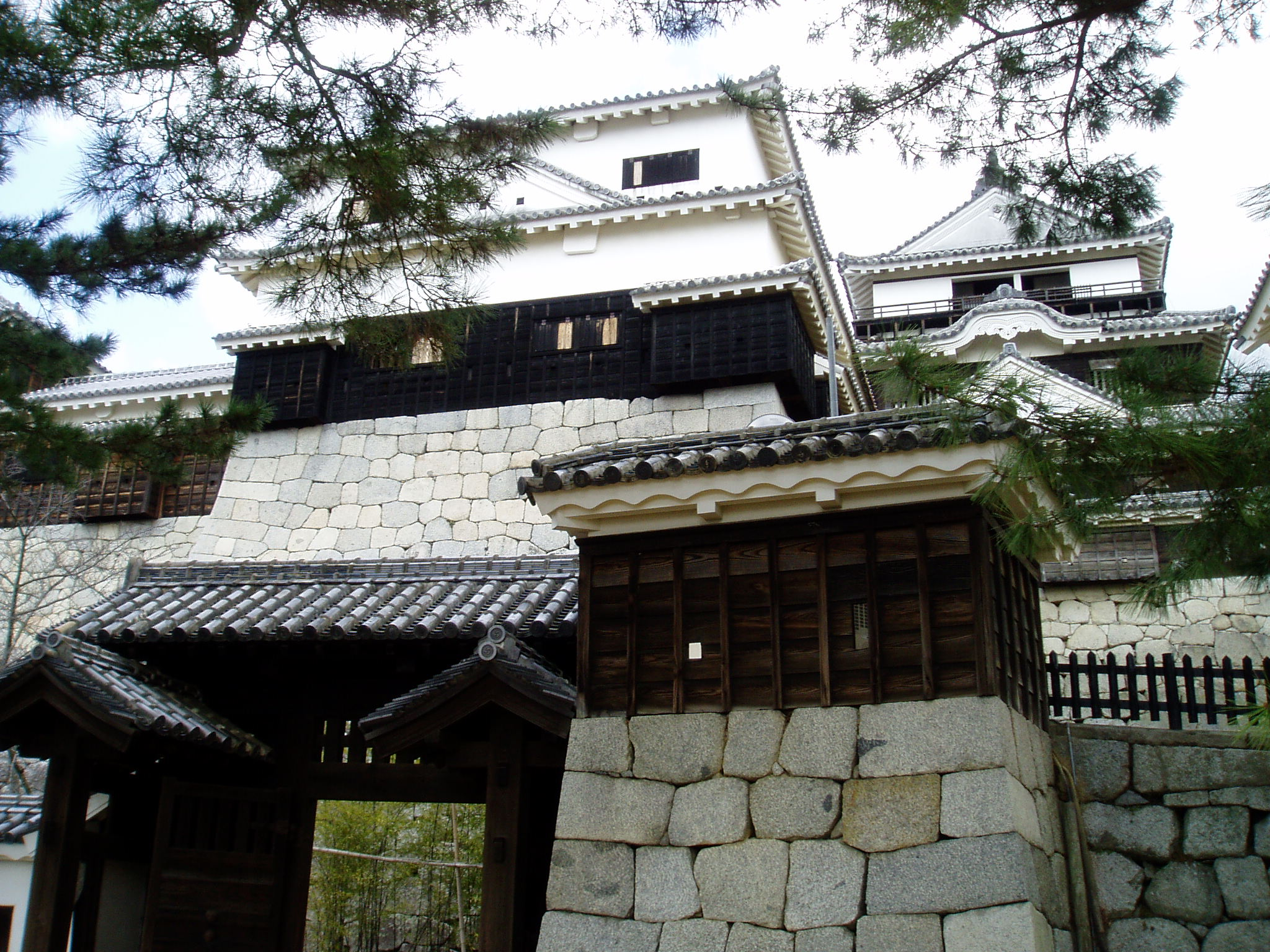
소천수(좌)와 대천수(우)

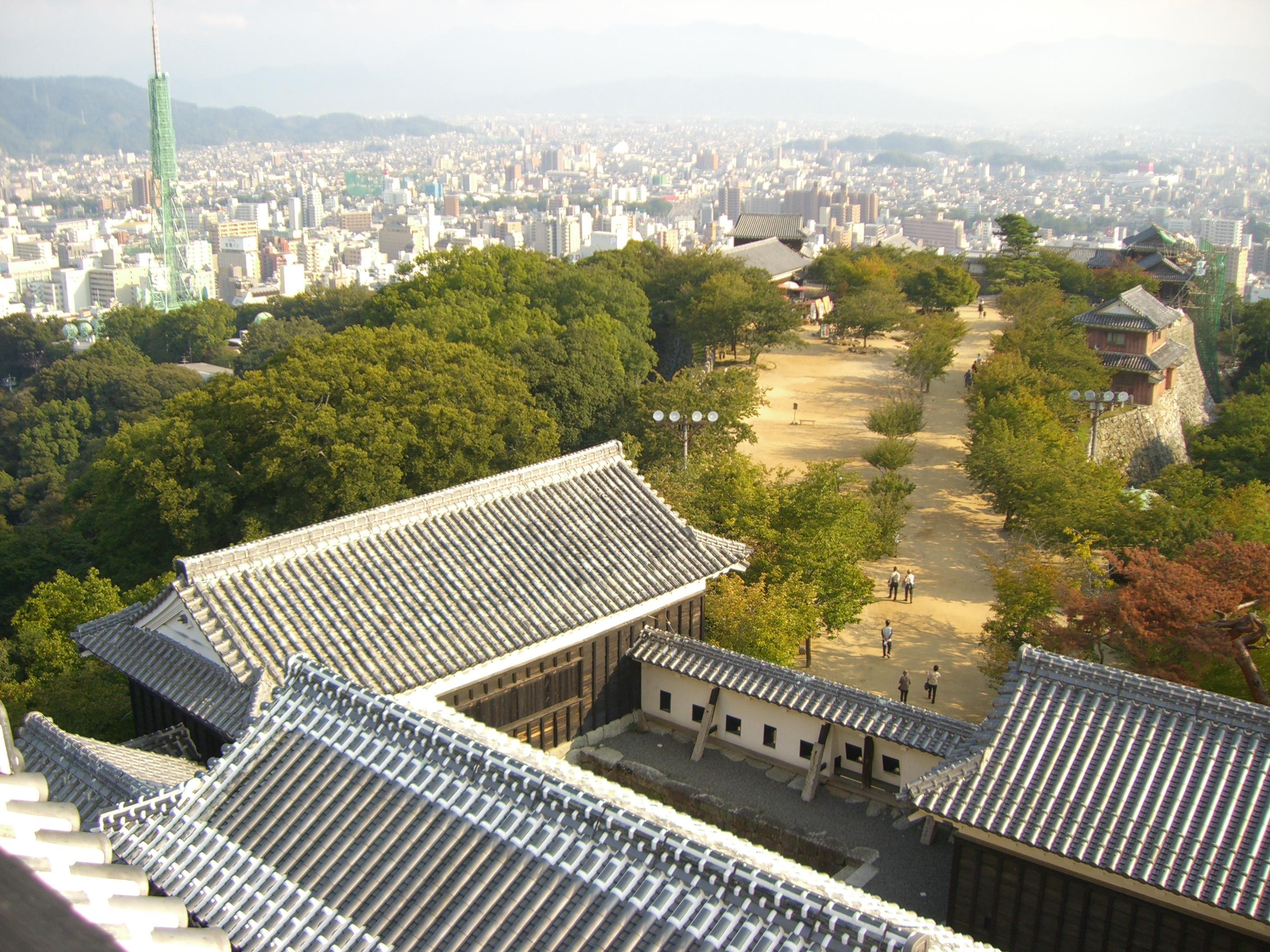
마쓰야마성 천수각에서 보이는 전망

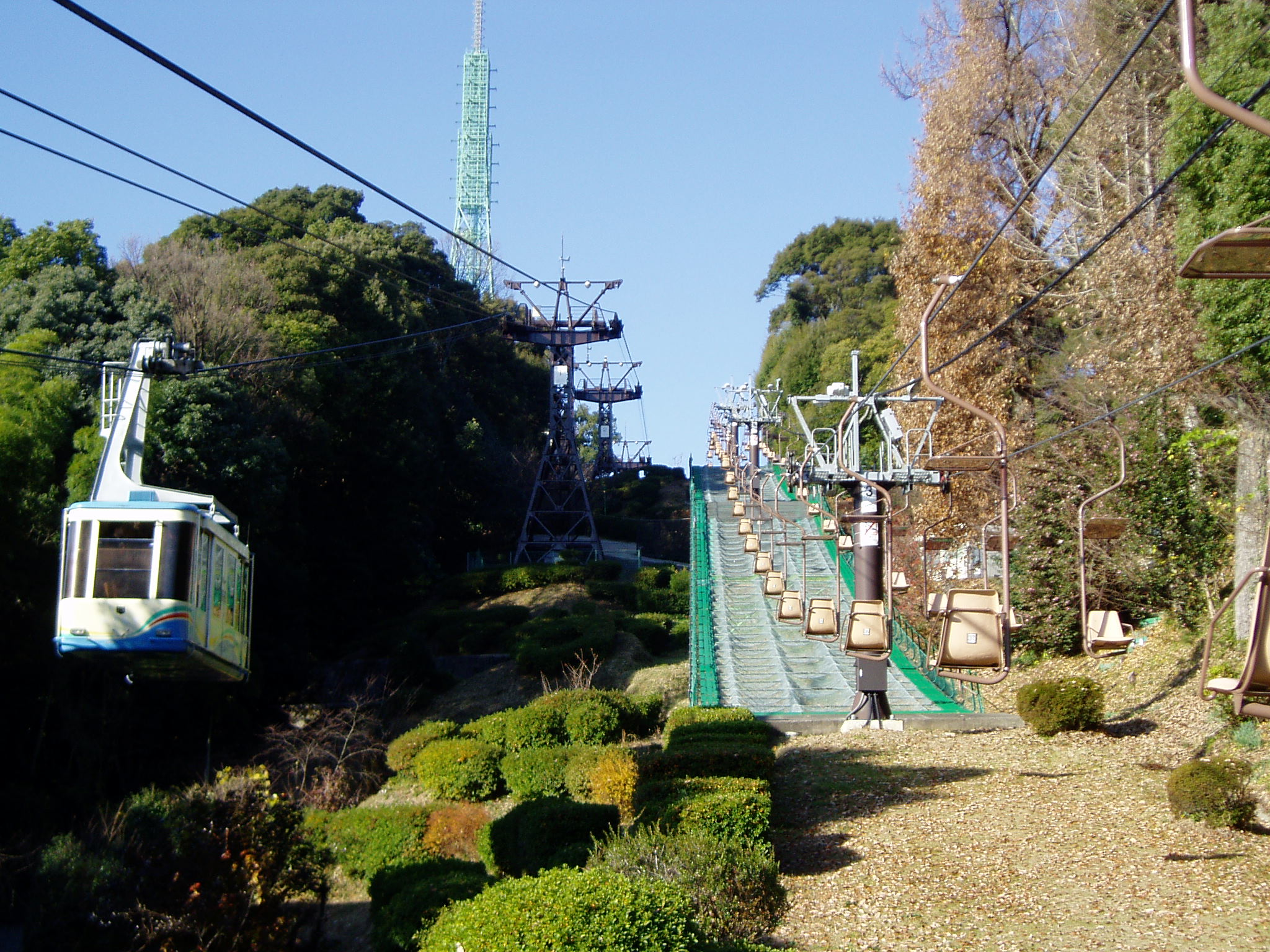
마쓰야마성 로프웨이와 리프트

게이초 7년(1602년) 가토 요시아키에 의해 축성이 되기 시작했다. 덧붙여 마쓰야마란 지명의 유래는 이 시기 가토 요시아키가 자신의 영지를 마쓰야마라 명칭했기 때문이다. 마쓰마에성의 마쓰와 가쓰야마산의 야마를 한자씩 조합했다고 한다.
그 후, 성주는 가모 다다토모를 거쳐 마쓰다이라 사다유키 이 후, 이요 마쓰야마번은 메이지 유신때까지 히사마쓰 마쓰다이라가의 소령으로 대대로 내려왔다.
축성 당시의 천수는 5층이었지만, 후에 3층으로 개축되었다. (3층으로의 축성에는 여러설이 있지만, 지반이 약하기 때문에 3층으로 했다는 설이 유력하다.)
전국적으로도 드문 (전략적 의미가 없는) 덴진 망루가 있다. 덴진 망루에는 히가마쓰가(久松家)의 조상이라고 일컬어지는 스가와라노 미치자네를 모시고 있다. 북동쪽에 위치해 있고, 조상의 영묘와 함께 성의 수호신으로 받들어지고 있다.
천수는 덴메이 4년(1784년)에 낙뢰를 맞아 소실되었다. 막말인 가에이 6년(1854년) 당시 이요 마쓰야마 번주 마쓰다이라 가쓰요시에 의해 재건되었다. 그 후, 메이지 6년(1873년) 폐성령에 의해 성이 파괴되는 일은 피했지만, 쇼와 원년(1926년)부터 건물의 방화와 공습으로 소실되었고, 쇼와 40년대(1965년)이후 복원되어 현재에 이르고 있다. 쇼와 10년(1935년) 국가 중요문화재(성곽)로 지정되었고, 쇼와 27년(1952년) 국가 사적으로 지정되었다. 메이지 시대에 성문, 망루, 어전등이 매각되었지만, 입찰은 되지 않고, 해체만 된 것 같다.
다이쇼 12년(1923년) 마쓰야마시가 마쓰야마성을 히사마쓰씨로부터 기증받았다.
메이지 19년(1886년)부터 쇼와 20년(1945년)에 걸쳐, 마쓰야마 보명제 22연대의 연병장이 호리노우치에 들어섰다.
쇼와 30년(1955년)에 케이블 카가 설치되었고, 쇼와 43년(1968년)에는 등산용 리프트가 각각 설치되어, 마쓰야마시를 대표하는 관광 일번지가 되었다.
헤세 16년(2004년) 10월부터 헤세 18년(2006년) 11월말까지 천수 및 6채를 개보수 작업을 완료했다.

## 교통
- JR 시코쿠 마쓰야마역에서 도보로 20분

## 같이 보기
- 일본 3대 평산성
  - 마쓰야마성
  - 쓰야마성
  - 히메지성
- 일본 3대 연립식 평산성
  - 마쓰야마성
  - 와카야마성
  - 히메지성